# アイドルアイランド
アイドルアイランド（Idol Island）は、2001年10月 - 2002年3月までBSフジにて放送されたアイドルバラエティ番組である。
番組開始と同時に、BSフジのウェブサイト内に番組ページが公開され、前番組の「もっとアイドルダウンロードショー」同様にお気に入りの出演者とのメールやBBSを楽しむことができた。
磯山、折原、越の3人は、前番組から引き続き出演している。

## 出演者
- 小倉優子
- 磯山さやか
- 加藤美佳
- 折原みか
- 森本さやか
- 栗田梨子
- 越架緒莉
- 深谷愛
- 千原兄弟（コーナー司会）

## 小倉優子のエピソード
- このとき[いつ?]すでに、「こりん星のりんごももか姫」というキャラクターを確立していた。コーナー司会だった千原兄弟やゲストに何度も突っ込まれていた。
同じ事務所所属の折原も、「木漏れ日の妖精」を名乗っていた。
- ゲストを恋人役に仕立てクリスマスプレゼントをあげるシチュエーションで、ゲストが気に入ったかを競うコーナーで、小倉のプレゼントをゲストであるモト冬樹が放り投げ、それを千原ジュニアが蹴り上げたため、小倉は号泣。モトと千原兄弟は蒼くなっていた。
翌年、小倉がTHE夜もヒッパレに日テレジェニックとして出演の際、そのことを告白し、モトは非難の的になっていた。
- 小倉はデビュー間もない頃にも「THE夜もヒッパレ」に出演したが、キャラクターは現在とは[いつ?]違い、ハイテンションなおしゃべりだった。

| BSフジ アイドルバラエティ番組    | BSフジ アイドルバラエティ番組 | BSフジ アイドルバラエティ番組        |
| 前番組                           | 番組名                        | 次番組                               |
| -------------------------------- | ----------------------------- | ------------------------------------ |
| もっとアイドルダウンロードショー | アイドルアイランド            | コスモ☆エンジェル （東海テレビ制作） |